# 柯卉兵
柯卉兵（1979年2月5日—2020年2月19日），湖北黄冈黄梅人，華中科技大學社會學院教授、工會主席。中华人民共和国社会学家。

## 生平
柯卉兵於2002年畢業於湖北大學法學院思想政治教育專業，取得法學學士學位。2005年，畢業於華中科技大學社會學系社會保障專業，取得管理學碩士學位。2008年，畢業於武漢大學社會保障研究中心社保專業，取得管理學博士學位。同年7月，被華中科技大學社會學系（今華中科技大學社會學院）聘用為講師，2011年11月升為副教授、碩士生導師。2013年，中国社会保障30人论坛决定设立青年学者联盟，他被評選為首批20名成員之一。2016年12月至2017年12月在美国密歇根州立大学担任访问学者。2019年6月，被评为教授、博士生导师。
柯卉兵主要研究方向是社会保障理论与政策、社会福利与社会工作。
柯卉兵於2019年7月被诊断出罹患恶性淋巴瘤，長期在武漢同濟醫院治療。2020年1月，原計劃进行造血干细胞移植手术的他出現高燒、咳嗽等症狀，並被診斷為病毒性肺炎，疑似感染2019冠狀病毒病2月10日進入隔離病房治療，他的同事曾於網路平臺上為他募集捐款。
2020年2月19日晨6时，他因患癌症晚期醫治無效，在武漢去世，享年41歲。